# Blanda (rivier)

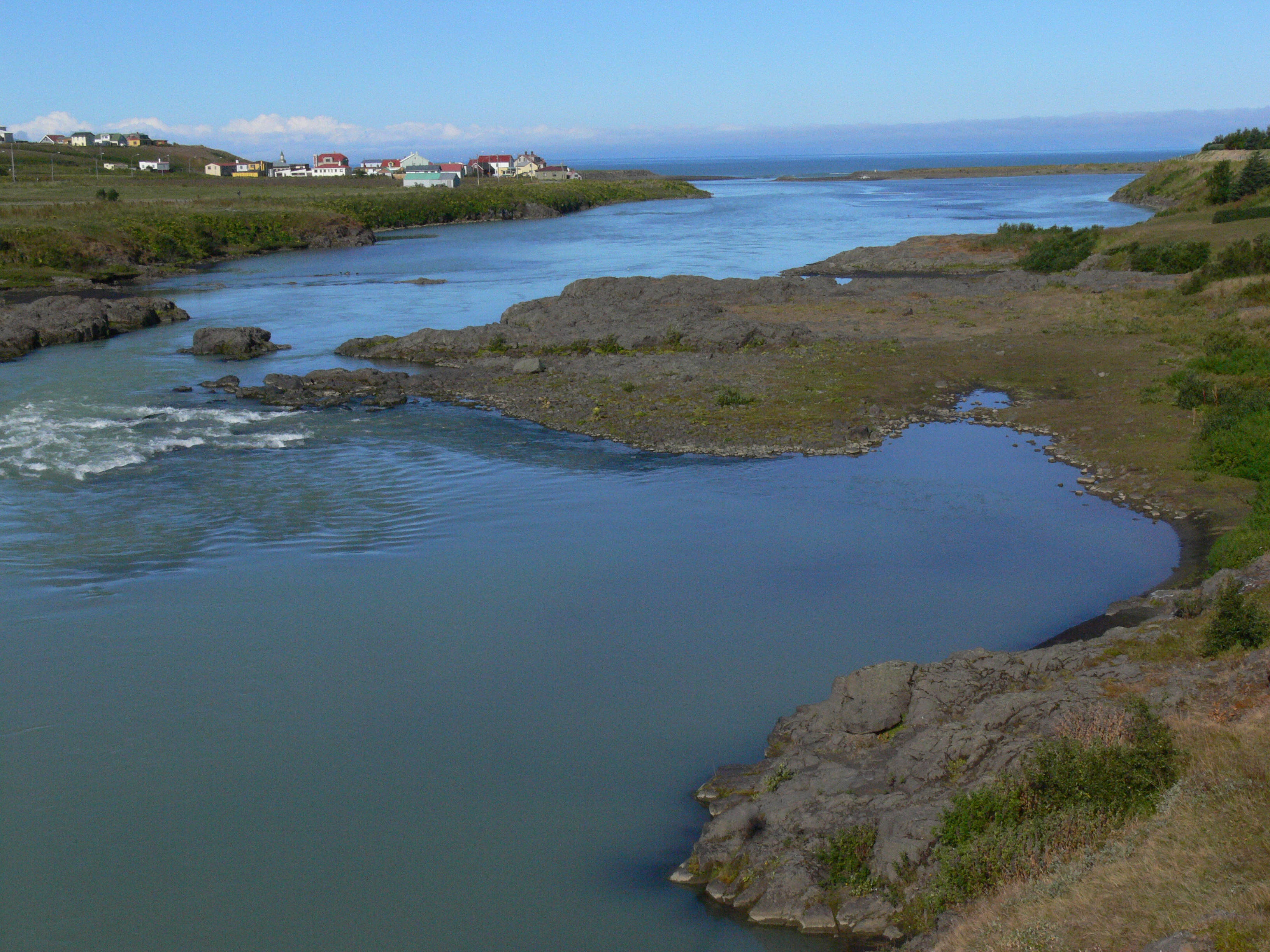
Monding van de Blanda Blönduós

De Blanda is een rivier in Noord-IJsland die nabij Blönduós in de Húnaflói stroomt. De Blanda is met zijn 125 kilometer lengte een van de langste rivieren van het land. De bron van de Blanda ligt bij de 1068 meter hoge Blágnípa ten westen van de Hofsjökull en de rivier stroomt door de Blöndulón (Blanda-lagune) en de Blöndugil, een 18 kilometer lange kloof waarvan de wanden op meerdere plaatsen 50 tot 100 meter hoog zijn. De rivier is een van de beste voor de vangst van zalm en kan tot zo'n 3000 vissen per seizoen opleveren. Voordat er in 1990 een stuwdam in de waterloop werd geplaatst, nestelden de zalmen zich tot vrijwel aan de voet van de gletsjer. De waterkrachtcentrale Blönduvirkjun in de Blanda levert 150 MW aan energie.